# Erich (Uttar Pradesh)
Erich es un pueblo y nagar Panchayat situado en el distrito de Jhansi en el estado de Uttar Pradesh (India). Su población es de 9531 habitantes (2011). 

## Demografía
Según el censo de 2011 la población de Erich era de 9531 habitantes, de los cuales 5038 eran hombres y 4493 eran mujeres. Erich tiene una tasa media de alfabetización del 73,20%, superior a la media estatal del 67,68%: la alfabetización masculina es del 84,28%, y la alfabetización femenina del 60,84%.